# Kid Abelha
Kid Abelha is een Braziliaanse newwaveband uit Rio de Janeiro, die in 1981 is opgericht door Paula Toller (zang), George Israel (saxofoon, gitaar en zang) en Bruno Fortunato (akoestische en elektrische gitaar). Sindsdien hebben ze dertien studioalbums en vier livealbums uitgebracht. Veel van hun liedjes hebben Braziliaanse pophistorie geschreven.

## Geschiedenis
De groep werd opgericht in 1981, toen nog met zanger en bassist Leoni. Paula Toller kwam pas kort daarna tijdens een repetitie bij de band. In 1982 namen ze een demo op. Toen de drummer met deze tape bij een radiostation kwam en naar de naam van de band werd gevraagd, had hij alleen een blaadje met een lijstje van mogelijke namen, waarover nog niet was beslist. Hij noemde de eerste, Kid Abelha & os Abóboras Selvagens ("Kind Bij en de Wilde Pompoenen"). Kort daarna namen ze een single op, waarvan 100.000 exemplaren werden verkocht.
In 1984 brachten ze hun eerste album uit, dat het gelijk tot een gouden plaat bracht, en het jaar daarop speelden ze op de eerste Rock in Rio-festival, dat de band zelf hun toelatingsexamen noemde.
In 1986 verliet Leoni met onenigheid de band.

## Discografie

### Studioalbums
- Seu Espião (1984)
- Educação Sentimental (1985)
- Tomate (1987)
- Kid (1989) - goud (100.000 exemplaren)
- Tudo é Permitido (1991)
- Iê Iê Iê (1993)
- Meu Mundo Gira Em Torno de Você (1996)
- Espanhol (1997)
- Remix (1997)
- Autolove (1998)
- Coleção (2000)
- Surf (2001)
- Pega Vida (2005)

### Livealbums
- Kid Abelha - Ao Vivo (1986)
- Meio Desligado (1994)
- Acústico MTV - Kid Abelha (2002)
- Multishow Ao Vivo: Kid Abelha 30 anos (2012)

### Compilaties
- Greatest Hits 80's (1990) - 2× platina (500.000 exemplaren)
- E-Collection (2001)
- Warner 30 Anos (2006)

### Ep's/singles
- "Pintura Íntima"/"Por Que Não Eu?" (1983)
- "Como Eu Quero"/"Homem Com Uma Missão" (1984)
- Kid Abelha Single (1997)